# Argenteus

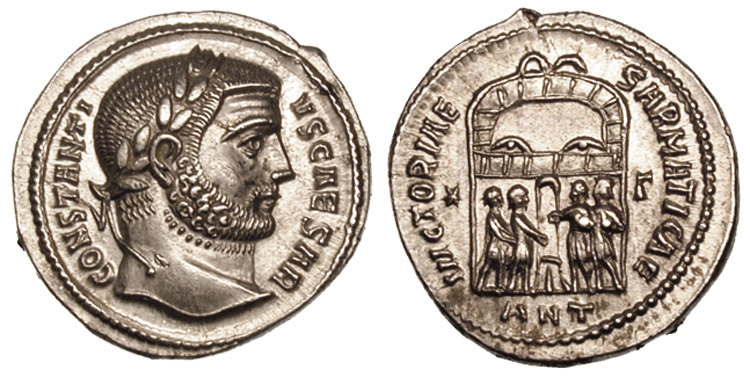
Argenteus emis sub de Constantius Chlorus, prin 294 - 295, bătut în Antiohia (RIC 33a)
avers: CONSTANTIVS CAESAR; revers: VICTORIAE - SARMATICAE, Cei patru tetrarhi sacrificând în fața unei porți a taberei

Argenteus (plural argentei) este o monedă de argint fin creată sub Tetrarhie în timpul reformei monetare a lui Dioclețian, prin 294.

## Origine
Creat de către Caracalla, antoninianul, monedă radială de argint valorând doi denari, pierduse mult din valoarea sa în secolul al III-lea, pierzând din masă și din procentul de argint, la sfârșitul Imperiului Galic, argintul fiind cvasiinexistent în conținutul aliajului monedei. Reforma lui Aurelian, prin 270 - 275, a redat valoarea antoninienilor, cu un conținut de 5 % de argint (indicat prin "XXI" sau "KA" în greacă, în exergă, pe revers). Dar rapid această monedă și-a pierdut din nou valoarea, cauzând dispariția denarului.

## Reforma lui Dioclețian

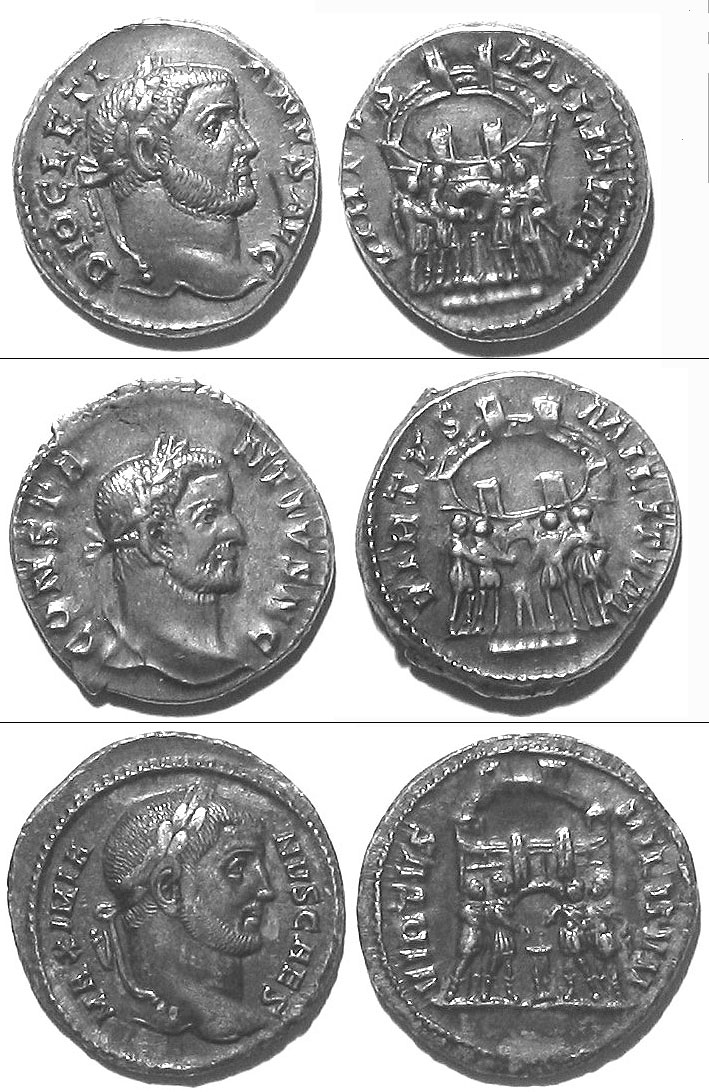
Trei argentei cu cei patru Tetrarhi sacrificând în fața unei tabere, pe avers. Toate cele trei monede au fost bătute la atelierul monetar de la Augusta Treverorum, azi Trier. Primul argenteus îl reprezintă, pe revers, pe Dioclețian, al doilea pe Constantius Chlorus, iar cel de-al treilea pe Galerius. Aversul este asemănător pe cele trei monede.

Dioclețian, ajuns la putere prin 283, i s-a alăturat ca august lui Maximian prin 285 - 286, care și-a luat ca sarcină să elimine uzurpatorii, îndeosebi în Occident, instaurând diarhia. Ei și-au alăturat ca cezari pe Galeriu și pe Constantius Chlorus prin 293, lansând bazele Tetrarhiei.
Odată imperiul fiind astfel stabilizat, Dioclețian s-a lansat într-o reformă profundă a sistemului monetar, prin 294.
Problema provenea din faptul că aureii erau tezaurizați și părăseau circuitul monetar, iar monedele din aliaj bun urmau același drum. Impozitele erau plătite în monedă proastă, iar statul se vedea plătit cu monede care nu aveau nicio valoare. Prin urmare trebuia să fie emis un mare număr de monede din aliaj bun, restaurând, în același timp, monedele de valoare intermediară între antoninianul depreciat și aureus-ul tezaurizat și puțin utilizat în tranzacțiile cotidiene, în așa fel încât monedele bune să integreze circuitul monetar.
Dioclețian a creat două module: nummus (sau follis), monedă mare  de bronz argintat și argenteus, monedă de argint fin.

## Caracteristici
Moneda de argint, denumită, fără îndoială, argenteus, încă din acea epocă, a fost produsă din argint fin. Se obțineau 96 de exemplare dintr-o livră romană de argint, cu o masă de 3,38 g fiecare, atingând puritatea denarului lui Nero. Această mare masă de argint este văzută ca fiind extraordinară și este indicată adesea pe revers prin XCVI (96, pentru 1/96).
Cel mai adesea reversul îi reprezintă pe cei patru tetrarhi în timp ce sacrificau în fața unei tabere fortificate, cu legenda VIRTVS MILITVM. Uneori este întâlnită legenda VICTORIA SARMAT, celebrând victoria asupra sarmaților. Alte reversuri sunt mult mai puțin frecvente. Aceste reversuri insistă asupra unității, concordiei dintre cei patru împărați, într-o manieră foarte standardizată, tot așa cum follis-ul difuzează, foarte pe larg, Geniul Poporului Roman (GENIO POPVLI ROMANI) pentru a insista asupra comunității, unității poporului lumii romane. Aici, tema militară vizează să inspire încredere, să facă să se creadă în securitatea imperiului, propice schimburilor comerciale și nu tezaurizării.
Pe avers este gravată efigia unuia dintre tetrarhi, laureat, cu titulatura sa.

## Eșeculargenteus-ului
Dar aceste monede au circulat foarte puțin timp și au fost rapid tezaurizate. Tezaurul de la Siscia (azi Sisak, în Croația) îngropat prin 295 - 296, de exemplu, conținea 1.415 de argentei. Atelierele monetare romane au încetat, în mod progresiv, baterera lor (Aquileia, Cartagina, Serdica în 307, Augusta Treverorum și Ostia în 309, Roma în 310).
La sfârșitul Tetrarhiei, Licinius și Maximinus Daia au mai dispus emiterea câtorva monede după modelul argenteus-ului, dar din bilon. Aceste monede sunt denumite astăzi, cel mai adesea, pseudo-argenteus.
Abia sub Constantin cel Mare a mai fost creată o monedă de argint, dar cu masa de 2,24 g, siliqua.